# اولسیا ریخلیک
اولسیا ریخلیک (انگلیسی: Olesia Rykhliuk؛ زادهٔ ۱۱ دسامبر ۱۹۸۷) بازیکن والیبال اهل اوکراین است.